# Дон Кові (яхтсмен)
Дон Кові (англ. Don Cowie, 1962) — новозеландський яхтсмен.
Срібний призер Олімпійських Ігор 1992 року в класі Зоряний.